# Manhattan
Manhattan [mǝnhêtǝn] je otok, obdan z rekami Hudson, East River ter Harlem in eno od petih mestnih okrožij New Yorka. Leta 2000 je imel 1.537.195 prebivalcev.
Manhattan je z mostovi in s predori povezan z New Jerseyjem ter z ostalimi newyorškimi okrožji Bronx, Brooklyn in Queens; na Staten Island vozi le trajekt.
Ime Manhattan izhaja iz indijanskega izraza za gričevnat svet, kar je ta otok dejansko bil, ko so ga indijanci za smešno nizko vsoto prodali Nizozemcem. Ob izgradnji mnogoštevilnih objektov je reliefna podoba Manhattna večinoma izginila. Rudninska sestava tal je večinoma granit, zato je otok primeren za gradnjo velikih stolpnic.